# Онікс (Halo)
«Онікс» (Onyx) — шостий епізод другого сезону американського воєнного науково-фантастичного серіалу «Halo». Епізод написав Отто Батерст, сценарист — Сара Маккерон. Перший показ відбувся 7 березня 2024 року.

## Зміст
Перес вербують у програму «Спартанець-III». Кай проводить тренування «Спартанців» ККОН (Космічне Командування Об'єднаних Націй) третього покоління у віртуальній реальності, де вони повинні заразити ворожий корабель вірусом. Але тренування щоразу завершується провалом.
Джон, Голзі, Сорен, Лаера та Кван відлітають з Алерії на Онікс. Джон хоче знайти Парангоскі та Акерсона, що помститися. Мета Сорена — повернути Кесслера.
Група висаджується на Онікс, Джон здається в полон, Сорен та Лаера шукають хлопчика, а Кван і Голзі через колодязь потрапляють до підземного лабіринту. Кван завдяки видінню шаманки знаходить шлях до лабораторії, в якій працює Міранда.
Перес, яка добровільно пішла в програму підготовки «Спартанців», оскаржує рішення Кай під час симуляції бою. Кай розпитує Акерсона про втрату Рубежу. Той зізнається, що це було неминуче, та висловлює побоювання, що Джон працює на Ковенант. Потім Акерсон змінює умови симуляції, щоб бійці нарешті здобули перемогу та мотивацію битися по-справжньому. Але в симуляції відсутнє повернення бійців з ворожого корабля, що здається Акерсону підозрілим. Джон тікає з-під варти та стикається із Кай, вона нокаутує його, а потім покидає.
Кортана зв'язується з Парангоскі та Джоном. Вона попереджає, що Ковенант близький до знаходження Гало і доручає Джону торкнутися артефакта, що зберігається на Оніксі. Кортана вимикає техніку навколо, щоб Джон безпечно дійшов до мети. Ковенант тим часом фіксує дії Кортани.
На кораблі Ковенанту Арбітр таврує себе Знаком Ганьби. Обраній потрібна допомога Джона, щоб знайти Гало. Жрець сил Ковенанту Уто Мдама намірюється вбити Макі, Арбітр заступається за неї. В розпал сутички Кай і Джон одночасно торкаються до артефактів.

## Сприйняття та відгуки
Станом на травень 2025 року на сайті «IMDb» серія отримала 7,6 бала підтримки з можливих 10 при 2833 голосах користувачів.
Бредлі Рассел для «GamesRadar+» проставив епізоду 2.5 зірки з 5 й писав: «Після одноманітних ходів у „Reach“ та „Aleria“, чергова зміна сцени в „Onyx“ не дає подібних результатів. Чіф знову є „родзинкою“, але велике повернення Ковенанту — у поєднанні з відсутністю додаткових сюжетних ліній — означає, що це звертання до схожої історії з багато критикованого першого сезону „Halo“. Це ідеальний момент, щоб пришвидшитися в сезоні, який здебільшого вразив, але швидко виходить зі збалансованості на фінішній прямій. Хоча в „Оніксі“ є багато чого, що може сподобатися, це здебільшого непослідовна історія. Яка натякає, що ми на шляху до плутанини у двох останніх епізодах.»
В огляді «Screen Rant» Кейт Бове зазначав: «Шостий епізод другого сезону „Halo“ називається „Онікс“. Це означає, що серіал робить додатковий акцент на культовій локації франшизи. Не можна заперечувати, що „благословенні“ Halo — люди, чия генетика дозволяє їм активувати технологію Предтеч — спрямували серіал у зовсім іншому напрямку. Хоча епізод намагався поєднати нові та вже існуючі елементи, важко уявити, як серіал впорається зі світом щитів.»
Оглядач «IGN» Гайден Мерс писав: «На щастя чи на жаль, другий сезон „Halo“ ще більше закріплює за серіалом „Paramount+“ статус окремого творіння, відмінного від мегапопулярних ігор, які його надихнули. Однак він так і не досягає тих високих цілей, які були поставлені перед ним. Адаптація пережила творчі потрясіння, помірковану критику та потік скарг фанатів. Але залишається одне непереборне завдання: як це змусить нас перейматися? Поки що ніяк. Так, вражаюче передані зображення „Halo“ та ретельно поставлені дії є життєво важливими переходами від незграбної динаміки та важкої політиканської гри, що переповнюють його історію. Але важко ігнорувати, наскільки все це здається „плоским“.»
Кофі Аутлав для «ComicBook.com» в огляді зазначено: «Шоста серія 2 сезону „Halo“ починає слабшати — і після неї залишилося лише дві серії. З наближенням фінішу, „Онікс“ не гаяв ні хвилини, встановлюючи нові важливі цілі після падіння Рубежа та подальшого зализування ран. При цьому нарешті розкриваючи таємниці та (або) конфлікти, що сягають корінням у прем'єру 2 сезону.»

## Знімались
| Актор               | Роль                 |
| ------------------- | -------------------- |
| Пабло Шрайбер       | Чіф                  |
| Наташа Мак-Елгон    | Кетрін Голзі         |
| Джозеф Морган       | Джеймс Акерсон       |
| Шабана Азмі         | адміралка Парангоскі |
| Крістіна Беннінгтон | Кортана              |
| Наташа Кулзак       | Різ-028              |
| Олів Грей           | Міранда Кейс         |
| Єрін Ха             | Кван                 |
| Бентлі Калу         | Ваннак-134           |
| Кейт Кеннеді        | Кей-125              |
| Чарлі Мерфі         | Макі; Благословенна  |
| Фіона О'Шонессі     | Лаера                |
| Крістіна Родло      | Талія Перес          |
| Денні Сапані        | Джейкоб Кейєс        |
| Джен Тейлор         | Кортана (голос)      |
| Віктор Окерблом     | Арбітр               |
| Тайлан Бейлі        | Кеслер               |
| Бокім Вудбайн       | Сорен-066            |